# Liste der Monuments historiques in Plonéour-Lanvern
Die Liste der Monuments historiques in Plonéour-Lanvern führt die Monuments historiques in der französischen Gemeinde Plonéour-Lanvern auf.

## Liste der Bauwerke
| Bezeichnung                     | Beschreibung | Standort                                     | Kennzeichnung | Schutzstatus | Datum | Bild           |
| ------------------------------- | ------------ | -------------------------------------------- | ------------- | ------------ | ----- | -------------- |
| Kapelle Notre-Dame de Languivoa |              | (Lage)                                       | PA00090199    | Inscrit      | 1926  | weitere Bilder |
| Kapelle St-Philibert de Lanvern |              | (Lage)                                       | PA00090198    | Inscrit      | 1926  | weitere Bilder |
| Manoir de Trévilit              | Herrenhaus   | (Lage)                                       | PA00090200    | Inscrit      | 1977  | weitere Bilder |
| Stèle gauloise                  |              | Place du Bourg Place de la République (Lage) | PA00090201    | Classé       | 1924  | weitere Bilder |

## Liste der Objekte
- Monuments historiques (Objekte) in Plonéour-Lanvern in der Base Palissy des französischen Kultusministeriums